# Eriocnemis mosquera
Eriocnemis mosquera е вид птица от семейство Колиброви (Trochilidae). Видът е незастрашен от изчезване.

## Разпространение
Разпространен е в Колумбия и Еквадор.